# Maurizio Cattelan
Maurizio Cattelan (Padova, 21 settembre 1960) è un artista italiano.
È considerato uno dei più importanti e controversi artisti italiani della sua generazione.

## Biografia
Primogenito di Paolo Cattelan e Pierina Brillo, infermiera. Ha due sorelle, Giada e Cristina. Nell'adolescenza si appassiona alla radiotecnica grazie agli insegnamenti del padre di un suo compagno di scuola. Smontando e rimontando vecchi apparecchi radio e televisori, Cattelan acquisisce dimestichezza nell'assemblare, tagliare e saldare metalli. Si iscrive allora ad un istituto tecnico industriale e, per la necessità di rendersi indipendente, in attesa di diplomarsi, si impegna in una serie di lavori saltuari: giardiniere, cameriere, antennista, portalettere. Dopo un corso per infermiere, viene assunto in ospedale. Dal 1982 al 1985 fa parte di Magnetica Attrattive, un gruppo padovano con il quale sperimenta, con l'utilizzo del video, l'elaborazione di immagini. Nel frattempo, continua a tagliare e saldare metalli e invia le foto delle sue composizioni a gallerie in tutto il mondo. La prima galleria ad accettare le sue proposte è la Neon di Bologna.
A Forlì, verso la metà degli anni ottanta, collabora con alcuni artisti del luogo. L'esordio espositivo è nel 1991, alla Galleria d'arte moderna di Bologna, dove presenta Stadium, un lunghissimo tavolo da calcio balilla da lui progettato per ospitare undici giocatori per lato: nella performance da un lato vennero schierate 11 riserve del Cesena e dall'altro lato 11 operai senegalesi che lavoravano in Veneto membri della A.C. Forniture Sud, squadra fondata da Cattelan stesso un anno prima, il cui sponsor stampato sulla maglietta era l'impresa di trasporti immaginaria "Rauss" (parola che evoca il lessico nazista). Le sue opere combinano la scultura con la performance, ma spesso includono eventi di tipo happening, azioni provocatorie, pezzi teatrali, testi-commento sui pannelli che accompagnano sue opere d'arte. Talvolta, vengono utilizzate anche opere non da lui stesso realizzate, articoli per giornali e riviste. Con Paola Manfrin e Dominique Gonzalez-Foerster pubblica la rivista Permanent Food e, con Massimiliano Gioni e Ali Subotnick la rivista d'arte Charley. Collabora saltuariamente con la rivista d'arte contemporanea Flash Art. Nel settembre 2010 ha ideato assieme al fotografo Pierpaolo Ferrari un altro progetto editoriale, Toilet Paper. Cattelan vive e lavora tra Milano e New York.
Dopo cinque anni di assenza dalla scena creativa, Maurizio Cattelan concede un’intervista al Corriere della Sera nell’aprile 2017, affermando di tornare, ma non per far parte della galleria, quanto di volere far parte del dibattito pubblico. Egli sostiene che, proprio nel momento in cui ha deciso di abbandonare il pubblico, ha ottenuto il maggiore divertimento; si è occupato a tempo pieno della rivista di immagini fondata con il fotografo Pierpaolo Ferrari, Toilet Paper, che fino a venerdì 14 aprile 2017 si trasforma in un bar con calcetto e ping pong allestito alla Mediateca Santa Teresa di Milano. Maurizio Cattelan sostiene che in questi anni si è dedicato alla ricerca delle mille vite che può avere un’immagine, lavorando su idee per oggetti di arredo in collaborazione con Seletti. Cattelan ha anticipato che sta preparando un’opera da esporre a New York in uno spazio pubblico che sarà un’opera provocatoria sulla scia di LOVE; durante la sua pausa ha capito che le gallerie lo interessano sempre meno ma quello che conta per lui è il vero contatto con il pubblico per ottenere il dibattito.

## Opere principali
- Del 1989 è una delle sue prime opere, Campagna elettorale, dove Cattelan pubblica una pubblicità elettorale sul quotidiano La Repubblica, che recita "Il voto è prezioso, TIENITELO" firmato dalla sedicente "Cooperativa scienziati romagnoli". Con questa performance di stampo dadaista Cattelan cita un vecchio motto anarchico firmato da una fittizia cooperativa e lo inserisce in una vera campagna elettorale, tra uno scudo crociato "Vota D.C." e una foto ammiccante di Bettino Craxi[20].
- Nel 1990 concepisce l'opera Strategie. Acquista 500 numeri di Flash Art, nota rivista d'arte contemporanea, e ne sostituisce la copertina con una che ricalca il progetto grafico originario, ma che espone a tutta pagina una sua opera. In tal modo si assegna da solo il "frontespizio" di Flash Art, e vende gli spazi pubblicitari sui tre rimanenti risvolti. L'opera raffigurata rappresenta un instabile castello di carte composto dalle precedenti copertine della rivista.[20]
- Con Fondazione Oblomov del 1992, Cattelan raccoglie più di 10 000 dollari da privati e associazioni, al fine di assegnarli al primo artista che avesse acconsentito ad astenersi per un anno dall'esibire il suo lavoro[20].
- Per la sua prima partecipazione alla Biennale di Venezia (Lavorare è un brutto mestiere del 1993) Cattelan, invece che esporre una sua opera originale, affitta il proprio spazio espositivo a un'agenzia di pubblicità, che lo utilizza per scopi commerciali durante l'evento[20].
- Con Errotin Le Vrai Lapin del 1994, riuscì a persuadere il suo gallerista parigino Emmanuel Perrotin a passare un mese intero nella propria galleria mascherato da strano coniglio rosa con le malcelate fattezze di un enorme pene circonciso[20].
- Nel 1997, è invitato alla 47ª Esposizione internazionale d'arte di Venezia della Biennale, il cui tema è la mescolanza delle generazioni nell'arte italiana postbellica. Cattelan porta un'opera che ricorda uno dei più importanti movimenti artistici italiani del dopoguerra, l'arte povera, movimento in cui gli artisti realizzavano le loro opere con materiali non convenzionali o "poveri". Nel visitare il padiglione italiano tempo prima della manifestazione, Cattelan lo aveva trovato in abbandono e degrado, pieno di piccioni. La sua opera, Turisti (1997), consiste nel lasciare tutto come lo aveva trovato, aggiungendo 200 piccioni imbalsamati posizionati sulle travi del padiglione ed escrementi degli stessi sul pavimento[20].
- Nel 1997 realizza l'opera Charlie don't surf, in cui il manichino di un bambino siede su un banco di scuola, con due matite conficcate nelle mani. Dello stesso anno l'opera Novecento, dove un cavallo imbalsamato, con le gambe sproporzionatamente lunghe è appeso al soffitto, tenuto da un imbrago. Entrambe le opere sono parte della collezione permanente del Museo d'arte contemporanea del castello di Rivoli.
- Nel 1999 presentò come opera vivente (A perfect day) il gallerista milanese Massimo De Carlo, appendendolo a una parete della galleria con del nastro adesivo grigio. Al termine del lungo vernissage, lo stremato gallerista fu ricoverato al pronto soccorso privo di sensi[20].
- Negli anni si sono alzate spesso polemiche per il suo utilizzo di animali imbalsamati, come il cavallo appeso al soffitto di una galleria o deposto sul pavimento con un cartello con la scritta "I.N.R.I." conficcato nell'addome (Trotsky del 1997 e Untitled - I.N.R.I. del 2009), o lo scoiattolo suicida dell'opera Bidibibodibiboo del 1996.[20]
- Nel 1999 insieme al curatore Jens Hoffmann creò una fittizia mostra internazionale (La Sesta Biennale di Caraibi) con budget, catalogo e lista di noti artisti, ma l'evento non esisteva e l'opera consisteva in due settimane di villeggiatura gratis per gli artisti invitati e nessuna opera esposta. Il tutto con conseguente sorpresa delle delegazioni di critici accorsi inutilmente, e una sottintesa critica alla spropositata diffusione di nuove biennali d'arte nel mondo[20].
- Del 1999 è l'opera La nona ora, scultura raffigurante papa Giovanni Paolo II a terra colpito da un meteorite. Al centro di molte polemiche, il lavoro è stato esposto alla mostra londinese Apocalypse, alla Royal Academy di Londra e a Varsavia. Battuto da Christie's nel 2001 per la cifra di 886 000 dollari[20]. Inizialmente l'opera era rappresentata in piedi, successivamente Cattelan, non soddisfatto, ebbe l'idea del meteorite e al riguardo ha detto: "Capii che avevo abbattuto la figura del padre".[21]
- Nel 2001 ha destato scalpore un'altra sua scultura, Him, che ritrae Hitler in ginocchio devotamente immerso in preghiera (o in atto di chiedere perdono), con occhi da bambino commossi e pieni di lacrime[20]. Nel maggio 2016 quest'opera è stata venduta all'asta da Christie's per 17 189 000 dollari.
- Sempre nel 2001, come evento collaterale alla Biennale di Venezia, erige la scritta a caratteri cubitali HOLLYWOOD sulla collina di Bellolampo, nella Conca d'Oro di Palermo a destra sopra la discarica.[senza fonte]
- Nel 2004 Cattelan espone tre bambini-manichini impiccati a un albero di Porta Ticinese a Milano, che dopo poche ore causarono l'atto di sdegno di un passante che tenta la rimozione ferendosi lievemente, nonché attirando l'attenzione dei media[20].
- Nel 2009 in coincidenza della sua mostra personale a Palazzo Reale a Milano viene notata una somiglianza fra i pupazzi utilizzati nelle sue opere e Massimo Tartaglia (attentatore di Silvio Berlusconi in Piazza Duomo nel dicembre 2009).[senza fonte]
- Nel 2010 produce L.O.V.E. - sigla di Libertà, Odio, Vendetta, Eternità[22] - scultura monumentale posta in Piazza degli Affari di fronte al Palazzo Mezzanotte, sede della Borsa di Milano, edificio costruito nel 1932 con gli stilemi del ventennio fascista. L'opera raffigura una mano intenta nel saluto fascista[23][24] ma con tutte le dita mozzate - come se erose dal tempo - eccetto il dito medio, il che le fa raffigurare visivamente il gesto del dito medio, ritenuto generalmente osceno.[25] La mano sarebbe al contempo un gesto di irriverenza sia al simbolo del fascismo, sia al mondo della finanza.[23][24] In seguito alle proteste di una parte della rappresentanza politica e culturale milanese, il critico Philippe Daverio propose di trasferire l'opera a Bologna, città "più spiritosa" e "più adatta" ad accogliere il "gesto ironico" dell'artista padovano. Tuttavia, placate le polemiche, il "dito" rimase al suo posto[26].
- Nel 2011 Cattelan ripropone alla 54ª edizione della Biennale di Venezia la medesima installazione (Tourists, poi rinominata in Others) presentata nell'edizione del 1997 (2.000 piccioni imbalsamati, invece che 200, disposti sui solai e sugli impianti dell'aria condizionata delle sale del Padiglione Centrale).[27] Il giorno seguente all'inaugurazione della biennale alcuni animalisti hanno esposto all'interno dei Giardini striscioni di protesta, annunciando un esposto in procura.[28][29]
- Nel 2016 realizza un'opera chiamata America, che consiste in un wc rivestito in oro a 18 carati utilizzabile dai visitatori del Guggenheim Museum, nel quale era esposto prima di essere sottratto in una mostra temporanea[30]. L'opera ricorda la famosa Fontana di Duchamp pur avendo un significato totalmente differente rispetto all'opera dell'artista francese[31].
- Nel 2019 realizza Comedian, una performance artistica che ruota attorno a una banana appesa al muro con il nastro adesivo.

Le opere di Cattelan sono tra le più quotate per un artista italiano vivente: l’opera, senza titolo, che rappresenta l'artista spuntare da un buco nel pavimento è stata venduta da Sotheby’s nel 2010 per circa 8,3 milioni di dollari, mentre La nona ora era stata venduta nel 2004 da Phillips de Pury per 2,7 milioni di dollari diritti esclusi.
Nel 2012 molte delle opere dell'artista sono state esposte al Guggenheim Museum di New York nell'esibizione intitolata All. Le opere erano tutte sospese al soffitto, su una struttura creata appositamente per l'esibizione. Dato che la maggior parte delle opere era stata pensata per essere esposta a terra sono stati ideati dei supporti per ogni opera, in modo da permettere di mostrarle sospese. Questa installazione può considerarsi un'opera in sé, caratterizzata da un senso di effimera precarietà.
Il film documentario Be right back di Maura Axelrod, uscito nel 2016, analizza la vita dell'artista e presenta alcune sue opere. Cattelan appare solo in alcuni spezzoni del film, mentre viene intervistato l'alter ego dell'artista, che in più occasioni ha parlato al suo posto. Il documentario presenta alcune delle opere più significative, e interviste a galleristi, collezionisti, critici d'arte e familiari dell'artista. Il film è stato presentato al Tribeca Film Festival 2016 e al Miami Beach Art Basel 2016.

## Temi
Il percorso artistico di Maurizio Cattelan si muove nell'avanguardismo novecentesco, con un approccio critico. L'arte d'avanguardia si sviluppa nel corso del XX secolo nella convinzione che la vita futura possa finalmente acquisire un senso immanente e assoluto. Da un lato i futuristi, dall'altro i dadaisti, in contrasto con lo storico sistema dell'arte. La crisi delle ideologie, lo stabilizzarsi del capitalismo, mette in crisi l'avanguardismo. Cattelan, a proposito, ha affermato: «Ho paura che non ci sia mai stato spazio per l'avanguardia. Anche l'avanguardia più dura ha sempre aspirato al consenso, magari in forma di immortalità», pur non vedendo «altra soluzione di fare arte che non sia la soluzione avanguardistica».
Il tentativo di Cattelan è fondere insieme vita e arte, realtà e fantasia.. Con il passare del tempo, le azioni di Cattelan diventano sempre più sensazionalistiche e mass-mediatiche. Lavori come A Perfect Day, o come Hollywood sono più affini, anche nei titoli, a certi format televisivi degli anni 1980 e 1990 che alla tradizione artistica. In A Perfect Day, Cattelan espone il suo gallerista Massimo De Carlo; in Hollywood, invece, decontestualizza la scritta Hollywood che campeggia sulle colline di Los Angeles, riproducendola e spostandola sopra una collina nei pressi di Palermo. In entrambi i casi, l'effetto è quello di meraviglia e di spaesamento del prodotto mass-mediatico. Le impressioni prodotte da Cattelan, avrebbero «la stessa struttura delle candid camera televisive con in più, forse, il gusto per l'esagerazione di certi show di David Copperfield.». Queste e altre opere perseguono un intento avanguardistico: La nona ora ironizza sul capo spirituale di una grande religione, A Perfect Day maltratta un gallerista, La rivoluzione siamo noi prende in giro l'avanguardia stessa nella persona di uno dei suoi esponenti, Joseph Beuys, Him mette in ginocchio e con le mani giunte Adolf Hitler. Esprimendo questo intento avanguardistico in senso teatrale.
Cattelan applica le stesse modalità adottate da autori televisivi per attrarre il pubblico: e pone, per esempio, La nona ora - statua di Giovanni Paolo II colpito da un meteorite - proprio in Polonia, paese di nascita del pontefice, alla Galleria Zachęta di Varsavia nel dicembre del 2001, nel mese del Natale. Anche l'esposizione di L.O.V.E. davanti alla sede della Borsa di Milano, suscita aspre polemiche e risonanza mediatica. I manichini di tre bambini impiccati ad un albero di Porta Ticinese è un'opera che disturba, tanto spinge un passante a salire sull'albero e tagliare le corde che tengono appesi i manichini. Tuttavia, dopo un momento di sdegno, il sistema integra e fa propria l'opera, tanto che si decide di lasciarla sul posto per 40 anni. Dunque, alcune opere ottengono un risultato opposto a quello perseguito dall'avanguardia: anziché distruggere il sistema, lo rafforzano.. Perciò «le performances e le installazioni di Maurizio Cattelan "dicono" l'avanguardia, ma "mostrano" l'impossibilità di essa».
Così nella produzione di Cattelan, l'avanguardismo incontra il nichilismo, in particolare in opere come Love Saves Life, Love Lasts Forever e Bidibibodibiboo.
Le opere dell'artista suscitano al primo impatto un sorriso, ma al tempo stesso disturbano lo spettatore, spingendolo ad una riflessione. I temi celati nelle opere dell'artista sono seri e profondi: la morte, l'amore, il senso della vita, il fallimento. In parecchie opere usa animali imbalsamati o finti, manichini e statue in ceroplastica. L'artista si è anche rappresentato in alcune delle sue opere.

## Riconoscimenti
Il 30 marzo 2004 gli è stata conferita una laurea honoris causa in Sociologia dall'Università degli Studi di Trento.
Nell'occasione ringraziò con un'ampia conferenza sul tema artistico e biografico:
Nel 2008 Cattelan ha vinto il Premio alla Carriera (medaglia d'oro) della XV Quadriennale d'Arte di Roma.
Il 25 ottobre 2013 Cattelan viene insignito dall'Accademia di belle arti di Bologna del Premio Francesca Alinovi (da quell'edizione modificato in Premio Alinovi Daolio).
Dal 4 novembre 2011 al 22 gennaio 2012 il museo Solomon R. Guggenheim Museum celebra l'artista con Maurizio Cattelan: All la sua prima retrospettiva completa.
Il 30 e il 31 maggio 2017 esce nelle sale "Maurizio Cattelan: Be Right Back", distribuito in esclusiva per l'Italia da Nexo Digital e da Feltrinelli Real Cinema, un documentario che descrive la vita, le opere, i successi e le difficoltà di uno degli artisti più geniali degli ultimi anni, attraverso interviste e testimonianze di galleristi, critici d'arte e amici.
Il 23 aprile 2018 diventa Professore Onorario dell'Accademia di Belle Arti di Carrara.

## Influenza nella cultura di massa
- Il 24 marzo 2009 al MAXXI di Roma, Elio, frontman del gruppo Elio e le Storie Tese, sostenendo di essere Cattelan, si è presentato alla cerimonia per ritirare il premio. Durante la conferenza "Elio-Cattelan" ha risposto alle domande del pubblico.[48]
- Marco Penso ed Elena Del Drago nel 2006 realizzano il mockumentary È morto Cattelan! Evviva Cattelan! che lo vede protagonista della sua morte, con tanto di funerale e annunci dei maggiori telegiornali italiani.[49] Stile e titolo del falso documentario sono ispirati a Morto Troisi, viva Troisi![senza fonte]
- Il 10 giugno 2014 un manichino raffigurante l'artista è stato appeso in piazza Santo Stefano a Milano. L'installazione, a dieci anni di distanza dall'esposizione dei tre bambini a un albero di Porta Ticinese, è stata accompagnata da un biglietto riportante "IREN - Suicidio Cattelan Fallico. Omaggio al maestro che dopo dieci anni ha lasciato il mondo dell'Arte".[50]
- L'opera del 1999, La nona ora, scultura raffigurante papa Giovanni Paolo II a terra colpito da un enorme meteorite, viene ripresa al termine della sigla della serie televisiva del 2016 The Young Pope, di Paolo Sorrentino[51].
- L'opera Charlie Don't Surf, dove si vede un ragazzo seduto a un banco di scuola con le mani inchiodate da due matite sul tavolo, ha ispirato la canzone dei Baustelle Charlie fa surf.

## Presenza nei musei
- Galleria d'arte moderna e contemporanea (Bergamo) di Bergamo
- Museo d'arte moderna di Bologna
- MAXXI - Museo nazionale delle arti del XXI secolo sez. d'arte figurativa, di Roma
- Castello di Rivoli, Torino
- Museum of Modern Art, New York[52]